# HP Photosmart 812
La HP Photosmart 812 es un modelo de cámara digital producido por Hewlett-Packard, como parte de su línea HP Photosmart de cámaras digitales e impresoras fotográficas. Fue lanzada el 9 de enero de 2002 y hoy se encuentra descatalogada. Soporta PictBridge para poder imprimir directamente sin necesidad de ordenador. 
El enfoque se realiza por un visor óptico situado sobre el objetivo, mientras que una pantalla en color retroiluminada LCD TFT de polisilicio de 3,75 cm. (1,5 pulgadas) permite visualizar la imagen capturada y gestionar los menús. El sensor captura la imagen con una profundidad de color de 30 bits (10 bits x 3 colores).
La carcasa tiene forma rectangular con laterales redondeados. En el lateral derecho presenta un abultamiento que sirve tanto para alojar las pilas como para facilitar la sujeción. En el frontal tiene sobre el objetivo un micrófono, un led de temporizador, la entrada del visor óptico y el Flash integrado. El objetivo es Pentax con un Zoom óptico 3x. En el lateral izquierdo, protegido por una goma, está el conector USB/TV (mediante un cable opcional permite conectarla a un monitor con conector RCA de Audio/Video o a un dispositivo USB) y el conector de alimentación externa (Adaptador 100-240 voltios, ~0,5 Amperios, 50-60 Hz AC, salida de 6 voltios 2 Amperios DC, Enchufe universal tipo 1, conector pospositivo; modelo oficial C8871-62105). En el lateral derecho está el enganche de correa de muñeca y la trampilla de acceso a la ranura Secure Digital. En la zona superior todo en la zona abultada, altavoz integrado, botón de Encendido/Apagado, ruedecilla de selección de modo de captura (foto, vídeo, temporizador) y disparador. En la trasera se encuentra la pantalla TFT y sobre ella el visor óptico con dos LEDs (uno verde que indica un enfoque correcto y uno rojo que avisa del modo captura de vídeo). Cuatro LEDs en fila indican Flash apagado, función de eliminación de ojos rojos, Flash encendido y Macroenfoque. Bajo ellos botón de Flash y de Macroenfoque. En la esquina superior derecha, botones de acercar/alejar el zoom. En el lado derecho de la pantalla, tres botones de encendido de pantalla, Compartir (activa menú HP Instant Share) y Menú (activa menú principal). A su derecha un D-Pad para desplazarse por los menús, con pulsador OK en el centro. Sobre la trampilla SD LED de tres estados (Verde: cámara encendida; Ámbar: lectura/escritura en tarjeta de memoria; Rojo: batería baja). En la base se encuentra el conector de trípode, conector a base HP Photosmart 8881 y trampilla de las dos pilas AA.

## Características
- Memoria : Una ranura de tarjeta SD. Tarjeta de 16 MB incluida de serie, sin memoria interna. Mediante un menú de estrellas se puede controlar la calidad de las imágenes almacenadas con un tamaño medio de 250 KB (1.136 x 848, 1 estrella), 500 KB (1.136 x 848, 2 estrellas), 1 MB (2.272 x 1.712 3 estrellas) o 2,5 MB (2.272 x 1.712, cuatro estrellas)
- Objetivo : Enfoque automático con el objetivo (TTL)
  - Distancia focal
    - Gran ángulo: 7,6 mm
    - Teleobjetivo: 22,8 mm

  - Valor de diafragma
    - Gran ángulo: 2,6
    - Teleobjetivo: 4,8
- Zoom : zoom óptico de 3 aumentos, digital de 7 aumentos. 37-111 mm (equivalente a 35 mm)
- Abertura :
  - Gran ángulo: de f/2,6 a f/5,0
  - Teleobjetivo: de f/4,8 a f/9,0
- Captura y reproducción de sonido y vídeo
  - Imágenes fijas
  - 30 segundos de audio captado con cada imagen (puede encenderse o apagarse en el menú Configurar)
  - Vídeo
  - Audio capturado con vídeo (no se puede apagar)
- Ajustes de flash : Automático, flash apagado, automático con reducción de ojos rojos, flash encendido
- Distancias de funcionamiento del flash
  - Zoom amplio: de 0,5 a 2,8 m
  - Zoom de teleobjetivo: de 0,5 a 2,0 m
- Enfoque Enfoque automático a través del objetivo (TTL)
  - Normal: de 0,50m a infinito
  - Macro: de 0,14 m a 0,70 m (enfoque de gran ángulo)
de 0,40 m a 0,70 m (mayor que la distancia focal de gran ángulo)
- Formato comprimido
  - JPEG (EXIF)
  - MPEG-1 para videoclips
- Salida de vídeo Presentación en TV utilizando la capacidad de salida de A/V
- Alimentación 2 pilas AA o adaptador AC/DC HP opcional. Se recomienda usar pilas recargables. Recarga lenta en la cámara con adaptador de CA HP o base para cámara HP (100% en 15 horas). La cámara tiene un consumo máximo de alimentación de 2,5 A.
- Interfaces
  - Conector de USB/TV
    - USB a PC / Mac
    - USB a las impresoras HP USB DeskJet y Photosmart
    - Audio/vídeo a TV

  - entrada de ca
  - Interfaz de base para cámara
- Normas
  - Protocolo de transferencia de imágenes (PTP, ISO 1574)
  - Transferencia MSDC
  - NTSC/PAL
  - JPEG
  - MPEG-1
  - DPOF-1
  - EXIF
  - DCF